# Kevin Corrigan
Kevin Fitzgerald Corrigan (ur. 27 marca 1969 w Bronx) – amerykański aktor filmowy i telewizyjny, scenarzysta, najbardziej znany jako obibok Eddie Finnerty z serialu stacji Fox Uziemieni (Grounded for Life) z Donalem Logue.

## Życiorys

### Wczesne lata
Urodził się w Bronx, dzielnicy Nowego Jorku. Jego ojciec pochodził z Irlandii, a matka z Portoryko. Przygodę z aktorstwem rozpoczął w wieku dziewięciu lat, gdy grał rolę Jezusa w widowisku religijnym. Zaczął także pisać scenariusze. Studiował aktorstwo w Lee Strasberg Theatre and Film Institute w Nowym Jorku.

### Kariera
W wieku 15 lat zadebiutował jako scenarzysta. Miał zaledwie 17 lat, gdy jego sztuka The Boiler Room została wystawiona w Playwrights Horizons Theatre na prestiżowym Young Playwrights Festival 1988 na Manhattanie. Na ekranie pojawił się po raz pierwszy jako Gata w filmie niezależnym Hugh Hudsona Droga do domu (Lost Angels, 1989) z Donaldem Sutherlandem.
W biograficznym dramacie kryminalnym Martina Scorsese Chłopcy z ferajny (Goodfellas, 1990) zagrał postać Michaela, brata gangstera Henry’ego Hilla (Ray Liotta). Zebrał wiele pozytywnych opinii po występie w filmie gangsterskim Roberta Bentona Billy Bathgate (1991) jako Arnold z Dustinem Hoffmanem i Nicole Kidman czy dramacie Olivera Stone Zebrahead (1992) jako Dominic z Michaelem Rapaportem.
Po rolach drugoplanowych w dramacie Święty z fortu Waszyngtona (The Saint of Fort Washington, 1993) i thrillerze Tony’ego Scotta Prawdziwy romans (True Romance, 1993), Corrigan miał znaczący udział jako Fuller w czarno-białym dramacie Rhythm Thief (1994), który zdobył nagrodę reżyserską w Sundance Film Festival 1995. Pojawił się jako Franklin 'Frankie' Spivak w sitcomie CBS Perła (Pearl, 1996–97) z Rheą Perlman.
W 2002 roku w Dimson Theatre wystąpił w off-broadwayowskim przedstawieniu Denisa Johnsona Shoppers Carried by Escalators into the Flames jako Gib, a na scenie South Coast Repertory Theatre w Costa Mesa zagrał w spektaklu Lobby Hero jako Jeff.
Wziął udział w teledysku grupy Dinosaur Jr. „Get Me” (1993), wideoklipie Dana Bejara „Moves” (2010). Stał się także doświadczonym gitarzystą i grał w kilku nowojorskich zespołach. Grywał także gościnnie w wielu serialach telewizyjnych, w tym TBS Męska robota (Men at Work, 2013).
Na planie melodramatu kryminalnego Broke Even (2000) poznał aktorkę Elizabeth Berridge, którą poślubił 1 marca 2001 roku. Mają córkę Sadie Rose.

## Filmografia

### Filmy fabularne
- 1990: Egzorcysta III (The Exorcist III) jako Altar BoyKevin Corrigan (2009)

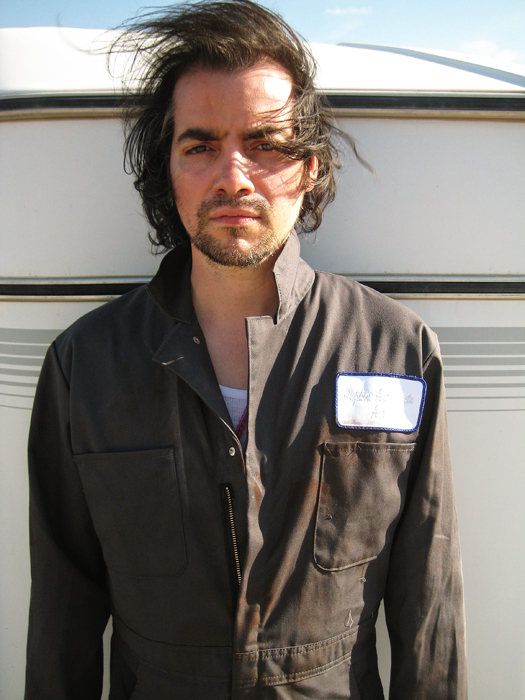
Kevin Corrigan (2009)

- 1990: Chłopcy z ferajny (Goodfellas) jako Michael Hill
- 1991: Billy Bathgate jako Arnold
- 1993: Prawdziwy romans (True Romance) jako Marvin
- 1993: Uczniowska balanga (Dazed and Confused) jako Bully
- 1993: Święty z fortu Waszyngtona (The Saint of Fort Washington) jako Peter
- 1995: Bad Boys jako Elliot
- 1995: Pocałunek śmierci (Kiss of Death) jako Kid Selling Infinity
- 1998: Oko w oko z życiem (Buffalo '66) jako Rocky Goon
- 1998: Slumsy w Beverly Hills (Slums of Beverly Hills) jako Eliot Arenson
- 1998: Lulu na moście (Lulu on the Bridge) jako mężczyzna ze strzelbą
- 1999: Detroit Rock City jako Beefy Jerk #1
- 1999: Już nadchodzi (Coming Soon) jako Sid
- 2000: Łańcuch szczęścia (Chain of Fools) jako Paulie
- 2003: Zachary Beaver przyjeżdża do miasta (When Zachary Beaver Came to Town) jako Paulie
- 2005: Samotny Jim (Lonesome Jim) jako Tim
- 2005: Bardzo długa podróż poślubna (The Honeymooners) jako Larry, kierowca autobusu
- 2006: Psi kłopot (The Dog Problem) jako Benny
- 2006: Infiltracja (The Departed) jako Sean, kuzyn Billy’ego
- 2006: Ostatnia zima (The Last Winter) jako Motor
- 2006: W pogoni za sławą (Delirious) jako Ricco
- 2007: Supersamiec (Superbad) jako Mark
- 2007: Amerykański gangster jako Campizi
- 2008: Na pewno, być może (Definitely, Maybe) jako Simon
- 2008: Boski chillout (Pineapple Express) jako Budlofsky
- 2010: Niepowstrzymany (Unstoppable) jako inspektor Scott Werner
- 2010: Daj, proszę (Please Give) jako Don
- 2010: Dla niej wszystko (The Next Three Days) jako Alex
- 2012: Dyktator (The Dictator) jako Slade
- 2012: 7 psychopatów (Seven Psychopaths) jako Dennis
- 2014: Zimowa opowieść (Winter's Tale) jako Romeo Tan
- 2016: Ordinary World jako Pete

### Seriale TV
- 1996–97: Perła (Pearl) jako Franklin 'Frankie' Spivak
- 2000: Luzaki i kujony (Freaks and Geeks) jako Toby
- 2001–2005: Uziemieni (Grounded for Life) jako Eddie Finnerty
- 2003: Nocny kurs (Hack) jako Brad Pierson
- 2009: Układy (Damages) jako Finn Garrity
- 2009: Medium jako Ronny Aldridge
- 2009: Prawo i porządek (Law & Order) jako David Brewer
- 2009: Californication jako Mike 'Zloz' Zlozowski
- 2009: Szpital Miłosierdzia (Mercy) jako Gerard
- 2009–11: Fringe: Na granicy światów jako Sam Weiss
- 2010: Prawo i porządek: sekcja specjalna (Law & Order: Special Victims Unit) jako Flossy
- 2011: CSI: Kryminalne zagadki Miami (CSI: Miami) jako Patrick Clarkson
- 2010–14: Community jako prof. Sean Garrity
- 2012–13: Mentalista (The Mentalist) jako agent Bob Kirkland
- 2012–13: Lekarz mafii (The Mob Doctor) jako Titus Amato
- 2013: Męska robota (Men at Work) jako Darryl
- 2013: Nie ma lekko (Necessary Roughness) jako William Glass
- 2016: Dice
- 2016: The Get Down jako Jackie Moreno
- 2017: Zaprzysiężeni (Blue Bloods) jako Jimmy Pearson